# Fränsta
Fränsta – miejscowość (tätort) w Szwecji w gminie Ånge w regionie Västernorrland. Około 1243 mieszkańców.